# Aeroportul Shakiso
Aeroportul Shakiso (IATA: SKR, ICAO: HASK) este un aeroport din Etiopia ce deservește zona Shakiso⁠(d). A fost numit după zona deservită.
Situat la o altitudine de 1.768 m, aeroportul dispune de o singură pistă.